# هیسانوری اوایوا
هیسانوری اوایوا (انگلیسی: Hisanori Ōiwa؛ زادهٔ ۱۶ ژانویهٔ ۱۹۷۸) بازیگر، و بازیگر سینما اهل ژاپن است.